# Cuando la pobreza entra por la puerta, el amor salta por la ventana
Cuando la pobreza entra por la puerta, el amor salta por la ventana es el primer álbum de estudio del grupo español, El Último de la Fila, fue lanzado al mercado en 1985 por la discográfica PDI, en formato LP.
En 1991 fue reeditado por la discográfica EMI en formato CD, habiendo remezclado Manolo García, Quimi Portet y Josep Llobell todos los temas excepto "Dulces sueños", "El loco de la calle", "Querida Milagros" y "¿Hay alguien ahí?".
El álbum fue presentado en directo mediante una gira de conciertos por todo el territorio español.

## Lista de canciones
Edición original En LP y casete
CARA A:
1. Dulces sueños (Q. Portet) - 4:32
2. A cualquiera puede sucederle (M. García y Q. Portet) - 3:06
3. El monte de las águilas (M. García y Q. Portet) - 4:04
4. El loco de la calle (M. García) - 4:33
5. Cuando la pobreza entra por la puerta, el amor salta por la ventana (M. García y Q. Portet) - 4:14

CARA B:
1. Querida Milagros (Q. Portet) - 4:23
2. ¿Hay alguien ahí? (M. García y Q. Portet) - 4:40
3. Otra vez en casa (M. García y Q. Portet) - 4:31
4. No hay dinero para los chicos  (M. García y Q. Portet) - 2:58
5. Son cuatro días (M. García y Q. Portet) - 4:47

Reedición En CD
1. Dulces sueños (Q. Portet) - 4:32
2. A cualquiera puede sucederle (M. García y Q. Portet) - 3:06
3. El monte de las águilas (M. García y Q. Portet) - 4:04
4. El loco de la calle (M. García) - 4:33
5. Cuando la pobreza entra por la puerta, el amor salta por la ventana (M. García y Q. Portet) - 4:14
6. Querida Milagros (Q. Portet) - 4:23
7. ¿Hay alguien ahí? (M. García y Q. Portet) - 4:40
8. Otra vez en casa (M. García y Q. Portet) - 4:31
9. No hay dinero para los chicos  (M. García y Q. Portet) - 2:58
10. Son cuatro días (M. García y Q. Portet) - 4:47

## Sencillos
Se extrajeron los siguientes sencillos del álbum :
- Cuando la pobreza entra por la puerta, el amor salta por la ventana (PDI, 1985)
- Dulces sueños (PDI, 1985)
- Querida Milagros (PDI, 1985)

## Premios
- Grupo revelación otorgado por el programa Diario Pop de Radio 3.

## Personal
- Productor: Rafael Moll.
- Coproducción: Manolo García y Quimi Portet.
- Estudio de grabación: Aprilla.
- Momento de grabación: enero y febrero de 1985.
- Ingeniero de sonido: C. E. Peribáñez.
- Fotografías (incluyendo la portada): Toni Coromina.
- Diseño: Manolo García y Quimi Portet.
- Ilustraciones: Manolo García.

### Músicos
- Manolo García: Voz, percusión, caja, órgano, batería, sintetizador.
- Quimi Portet: Guitarras, bajo, percusión, sintetizador.
- Josep Lluís Pérez: Guitarra eléctrica, bandurria, acordeón, sintetizador.
- Antonio Fidel: Bajo.
- Jordi Vila: Batería, percusión.
- Juan Manuel Cañizares: Guitarra española.
- José Luis Herrera: Violines.
- José Luis Herrera junior: Órgano.
- Aleix Creus: Piano.
- Quim Soler: Vibráfono.
- Daniel García: Risas frenéticas.
- San Pedro: Truenos.